# Självbetjäning inom handel

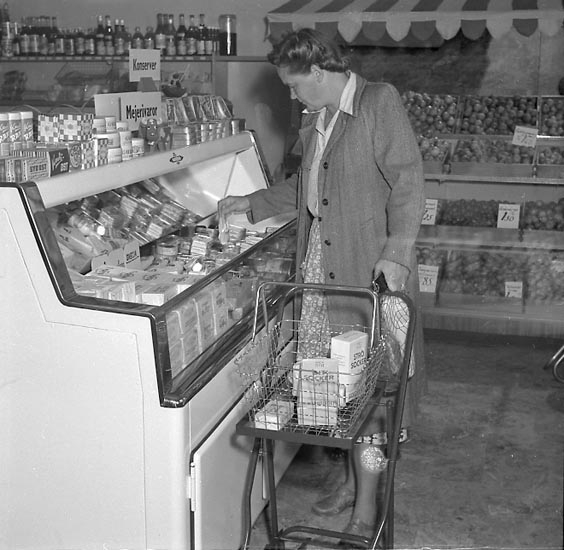
Hushållsinköp september 1949

Självbetjäning inom handel innebär att kunden plockar varorna själv, utan hjälp av en anställd. Idén uppstod i USA på 1910-talet, kom till Sverige på 1940-talet och fick sitt genombrott i landet på 1950-talet. Innan hade kunden stått framför en disk och behövt fråga personalen efter varor, som sedan måttades upp och gavs över till kunden. Självbetjäningen innebar en revolution inom handeln och medförde förändringar i hela distributionskedjan. Interiören i butiken behövde göras om och varorna behövde paketeras i förpackningar som kunde ställas ut i butiken. En helt ny industri byggdes upp runt självbetjäningen med nya uppfinningar som cellofanplast, frysdiskar och Tetra Pak för att underlätta handeln.
När självbetjäningen kom till Sverige på 1940-talet fanns det en färdig mall för hur man skulle göra från USA. Omställningen gick snabbt och Sverige låg långt fram i utvecklingen i förhållande till andra länder i Europa. Omställningen skulle ha skett tidigare men ransoneringen under andra världskriget gjorde det omöjligt att paketera varor i rimliga förpackningar. Eftersom omställningen krävde resurser var det större företag som gick i bräschen. Kooperativa Förbundet tog ledningen till en början, sedan kom Ica ikapp och blev en av pionjärerna. Först kom självbetjäningen till livsmedelsbranschen för att sedan sprida sig till fackhandeln. Självbetjäningen innebar en effektivisering av handeln med lägre personalkostnader och högre konsumtion.

## Bakgrund
På 1800-talet såg livsmedelshandeln annorlunda ut från vad den gör idag. Varorna såldes bakom disk, vilket innebar att kunden bad om en vara som sedan måttades upp och paketerades för att sedan överlämnas till kunden. Butikerna var specialiserade, mjölk såldes i en butik, kött i en annan och potatis i en tredje. Då de flesta inte hade bil var butikerna små men många och i regel inom gångavstånd. Systemet var ineffektivt och kunderna fick ofta stå och vänta på att bli expedierade. Under 1900-talet växte efterfrågan inom branschen på en effektivisering och modernisering av handeln.

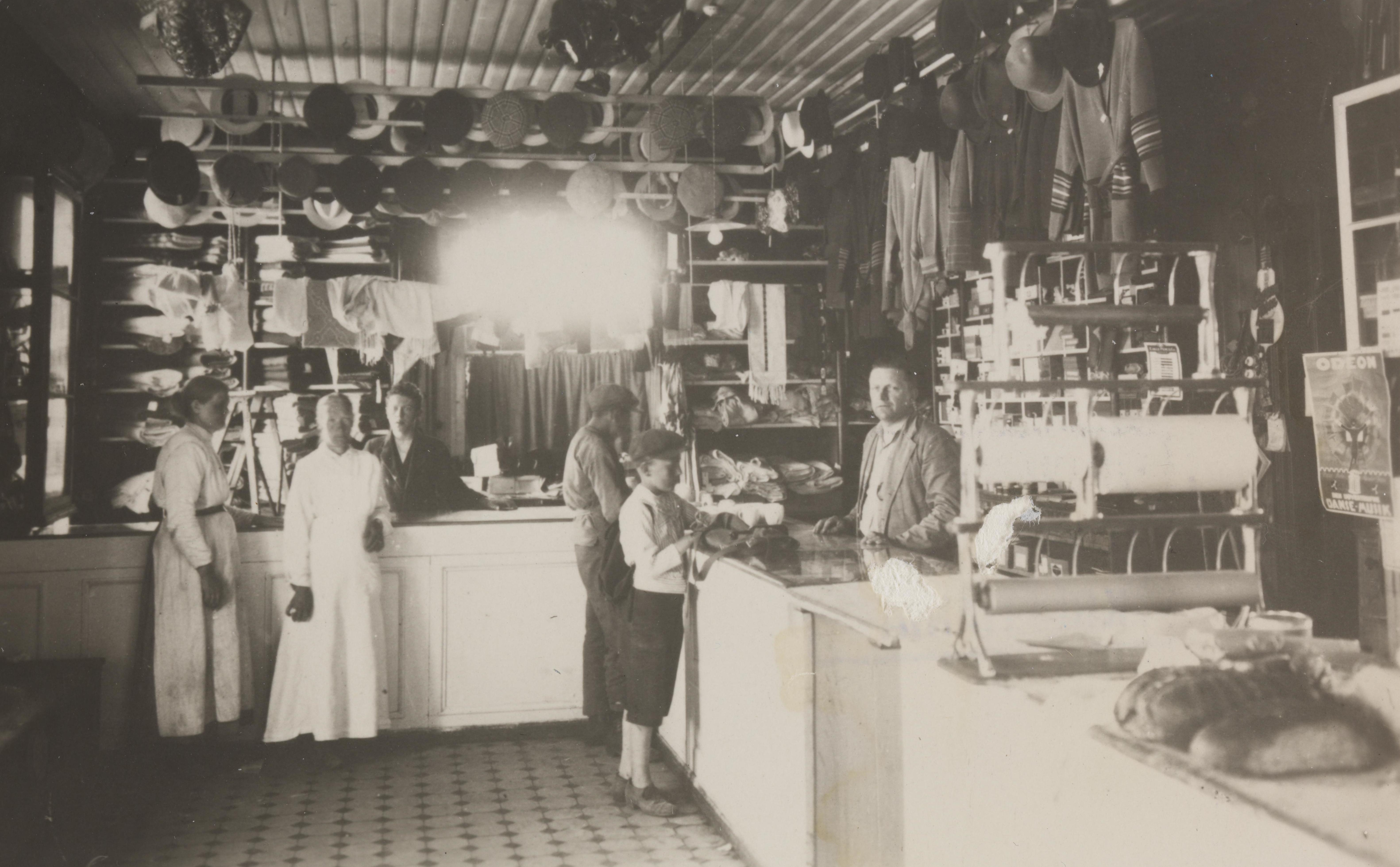
Handel över disk

Svaret blev att placera ut varorna i butiken och låta kunderna plocka dem själva. Idén uppstod i USA på 1910-talet och slog igenom i Sverige på 1950-talet. Den revolutionerande handeln och ses som en av de viktigaste händelserna i handelns historia. Omställningen påverkade hela distributionskedjan, från producent till konsument. Varuexponeringen var den viktigaste effekten för konsumenterna. Kunden fick möjligheten att gå runt i sin egen takt och se på samtliga varor. Det ökade kundens frihet, utan att behöva skämmas kunde kunden köpa den billigaste varan. Impulsköp blev också vanligare, vilket hade varit ovanligt tidigare eftersom dessa endast skedde på rekommendation av expedit. Kundens ökade frihet bidrog till att volymen och omsättningen på försäljningen ökade. Det nya sättet att organisera handeln innebar att omsättningen i branschen blev kontinuerligt större. Antalet anställda inom branschen förblev ungefär detsamma, cirka 400 000 personer i Sverige. Däremot blev arbetet mer effektivt samtidigt som konsumtionen ökade.

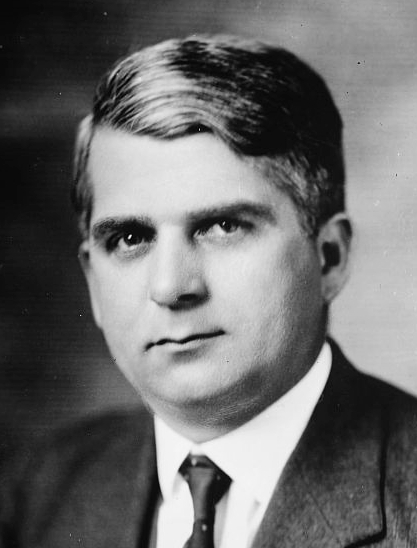
Clarence Saunders

## Införandet av självbetjäning i USA
Idén bakom självbetjäning är så pass enkel att den egentligen hade kunnat uppstå när och var som helst. Den vedertagna bilden är däremot att iden uppkom i USA och att den första självbetjäningsbutiken startades av Clarence Saunders i Memphis, Tennessee 1916. Butiken hette Piggly-Wiggly, ett företag som finns kvar än idag. Kunderna fick en korg i handen när de gick in och genom ett slutet hyllsystem exponerades kunden för samtliga varor innan de hamnade vid kassorna. Saunders tog patent på iden, men det hindrade inte andra handlare från att göra varianter på Saunders butikssystem. Flera självbetjäningsbutiker uppstod i USA runt samma tidpunkt, idén låg uppenbarligen i tiden. Under 1920 och 1930-talen började allt fler butiker i USA att använda självbetjäning på ett systematiskt sätt, framförallt inom små och stora kedjeföretag. En anledning till expansionen var att depressionen under 1930-talet skapade större efterfrågan på billiga varor. Därför var självbetjäningsbutikerna enklare med ett mindre utbud på varor. Som en förädlad form av självbetjäningsbutikerna uppstod supermarkets, vilket var större självbetjäningsbutiker med ett bredare sortiment som växte fort både i antal och volym.

## Införandet av självbetjäning i Sverige
Självbetjäningen kom till Sverige på 1940-talet, men fick sitt genomslag på 1950-talet. Redan innan andra världskriget började de stora handelsföretagen hämta information om det nya systemet genom resande och amerikanska artiklar som beskrev självbetjäning. Ica skickade Nils-Erik Wirsäll och Arne Lundgren på samma sätt som Kooperativa Förbundet skickade Henry Nilsson för att studera självbetjäningsbutikerna. När andra världskriget kom 1939 hindrades utvecklingen. Dels på grund av ransoneringar och dels på grund av att informationsflödet till USA ströps, både via post och resande. Transportproblemen medförde vissa fördelar. KF:s Henry Nilsson fick då stanna i USA och fick jobb inom varuhandeln och kunde lära sig praktiskt och självbetjäning och supermarkets. Ett par år efter kriget var tillgången på livsmedel god i Sverige och systematiska resor till USA kunde börja göras. Nils Erik Wirsäll befann sig redan i USA på uppdrag av Ica och skrev om sina erfarenheter i en reportageserie i ICA-tidningen. Snart skickades allt fler representanter från olika företag för att studera det amerikanska systemet. Man hade i princip en färdig mall för att införa självbetjäning i Sverige.

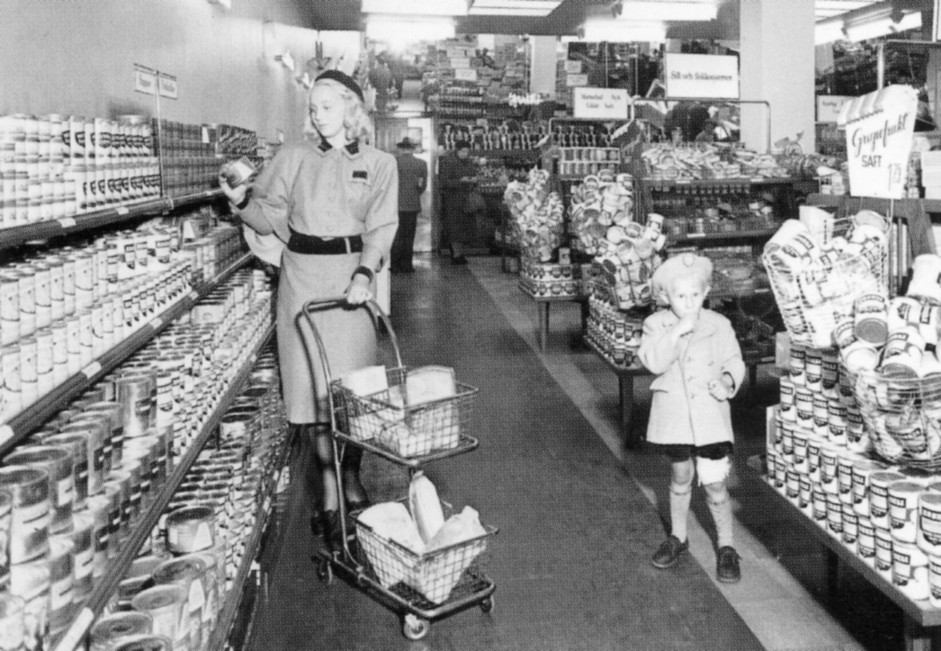
Självbetjäning i konsumbutik

### Den första självbetjäningsbutiken
Frågan om vilken den första självbetjäningsbutiken i Sverige var är omdiskuterad. Det tidigaste exemplet som hittats är en handlare i Göteborg vid namn Klas Wennerberg som 1924 öppnade Sveriges första snabbköp. Efter en månad gick han tillbaka till försäljning över disk igen. Kunderna hade inte nappat på idén, vilket troligen berodde på att det inte fanns konsumentförpackningar i tillräckligt stor utsträckning. Visserligen hade konsumentförpackningarna redan blivit vanligare, däremot fanns inte tillräckligt många produkter i standardiserade förpackningar och Wennerberg paketerade varorna själv och ställde ut i butik, vilket gjorde kunderna misstänksamma.
Trots att fler försök gjordes under 1930-talet är den butik som brukar få äran att vara den första självbetjäningsbutiken i Sverige Konsum på Odengatan i Stockholm år 1947. Det beror på att KF hade studerat självbetjäning grundligt under många år och kunde genomföra självbetjäning fullt ut. Öppnandet av konsums "snabbköp" fick mycket publicitet i media och blev en mall för de kommande butiker som valde att ställa om till självbetjäning.

### Utvecklingen under 1950-talet
Under 1950-talet var den ekonomiska tillväxten stark och konsumtionen ökade, ransoneringen avskaffades och framtidsoptimismen var god. Det var under denna period som självbetjäningen växte fram i Sverige. Efter öppnanden av det första självbetjäningsbutiken i Sverige 1947, gick utvecklingen snabbt. År 1950 fanns 200 självbetjäningsbutiker i Sverige och år 1960 cirka 5 500 butiker. I förhållande till andra länder i Europa var det en snabb utveckling. 1960 hade endast Västtyskland och Storbritannien fler självbetjäningsbutiker än Sverige och per invånare hade Sverige flest butiker i Europa. Att Sverige låg så långt fram i utvecklingen berodde på ett kunskapsförsprång.
Eftersom omställningen till självbetjäning krävde resurser var det större aktörer som drev utvecklingen, enskilda handlare inom Ica hade därför inte samma möjligheter att ställa om. KF hade andra förutsättningar därför en fördel i omställningen till självbetjäning. I början av 1950-talet låg Kooperativa Förbundet längst fram i utvecklingen. År 1950 hade dubbelt så många KF-butiker som Ica-butiker ställt om, endast 18 % av ICA:s 9 900 butiker hade självbetjäning. I och med att den första självbetjäningsbutiken öppnade ändrades köpmännens inställning till självbetjäningen. Ica-tidningen började rapportera om självbetjäningen på ett närmast propagandaartat sätt. Tidigt under självbetjäningens expansion informerades det om hur innovationen fungerade, senare lades mer ekonomisk information till den praktiska.  Ica gjorde en satsning och publicerade år 1950 specialnumret Självbetjäningshandboken i den interna Ica-tidningen. I numret presenterades förslag om åtgärder för hur deras butiker enkelt skulle kunna ställa om till självbetjäningsbutiker. Den innehöll bilder och ritningar på hur man kan bygga om sin butik, vilket drev på utvecklingen. ICA-förlaget presenterade år 1960 tidningen Självbetjäning som presenterade säljidéer och effektivitetslösningar som riktades till hela branschen. Det kunde handla om hur butikerna skulle anpassas för att nå kunderna, eller om hur varorna skulle exponeras för att locka till köp. I tidningen fanns också annonser för förpackningsföretag som var en stor del i omställningen till självbetjäning.  Mot slutet av 1950-talet hade de allra flesta butiker i Sverige ställt om till självbetjäning. Trots KF:s ursprungliga ledning började allt fler privata köpmän ställa om.

### Utvecklingen under 1960-talet
På 1960-talet slog självbetjäningen om på bred front i Sverige. Den kom först till livsmedelsbranschen och det dröjde fram till 1960-talet för självbetjäningen att komma till fackhandeln. Kunderna hade då lärt sig hur självbetjäningen gick till inom livsmedelsbranschen. En del rationaliseringar hade skett även där, till exempel förval i skoaffärer. Det innebar att man ställde fram en sko i varje storlek i butiken, för att slippa gå in på lagret och hämta ett otal skokartonger varje dag för att försöka hitta något som stämde överens med kundens önskemål.

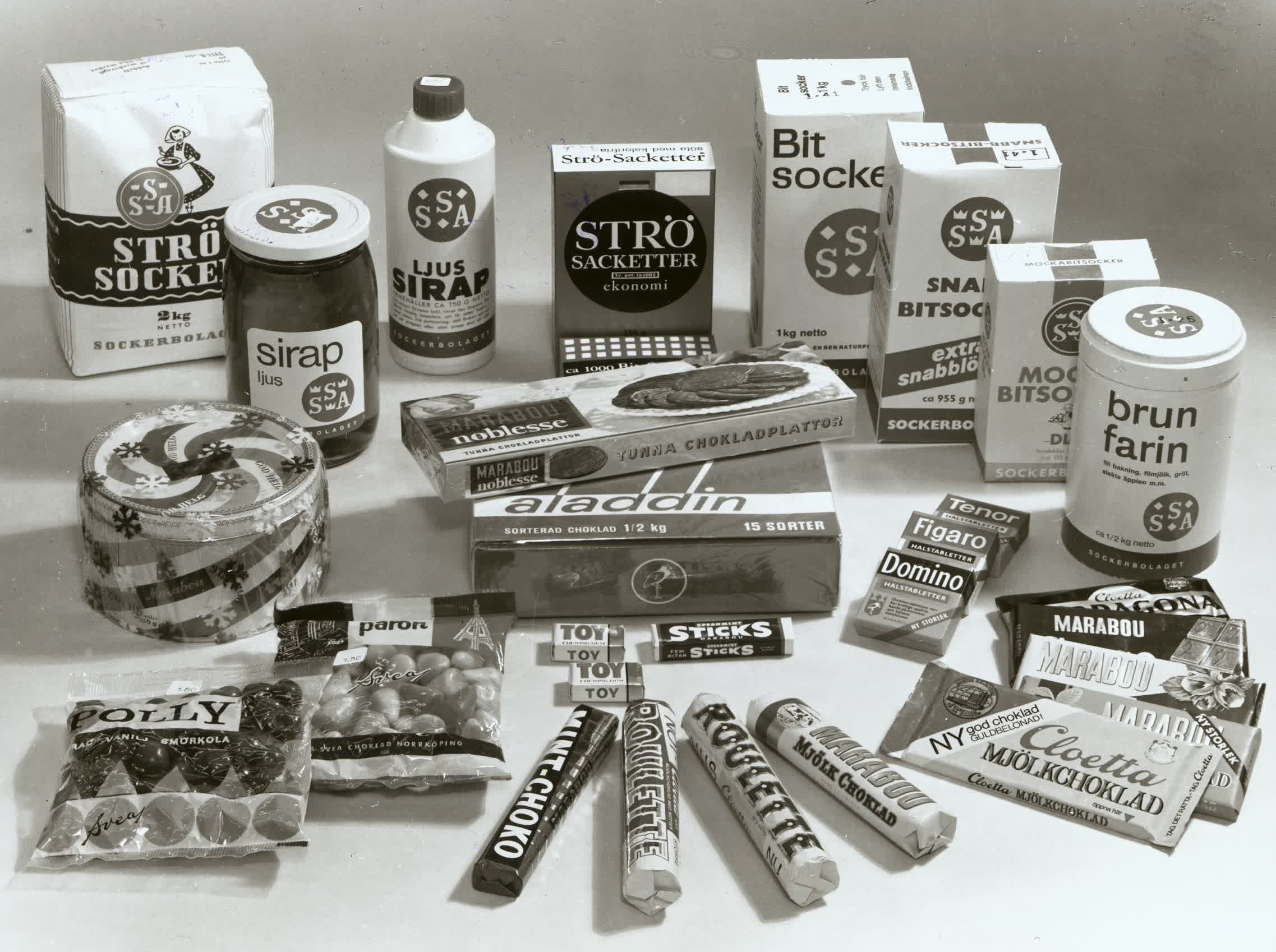
Matvaror i engångsförpackningar 1966

## Konsumentförpackningar
En förutsättning för att införa självbetjäning var standardiserade engångsförpackningar, så kallade konsumentförpackningar. Förpackningarna behövdes för hygieniska och rationella skäl. Varan behövde dessutom ett varumärke, en identitet. Innan självbetjäningen var det personalen som hade presenterat varan, nu var tanken att varorna skulle sälja sig själva. Förpackningen blev ett sätt att göra reklam för varan, förstärkt med annonser och skyltar. Det blev dessutom lätt för kunden att lokalisera varan i butiken.
Tidigt kunde man förpacka torra varor som mjöl och socker. Förpackningsmaskiner köptes in från USA redan på 1920-talet till kvarnindustrin. Istället för de stora jutesäckarna förpackades mjölet i standardiserade tvåkilosförpackningar. Trots att självbetjäningen ännu inte hade slagit igenom i Sverige underlättade det för expediterna i livsmedelsbutikerna eftersom de slapp måtta upp mjölet och på så sätt kunde mata av kön snabbare.  Svårare var det att paketera fuktiga varor som kött och frukt, eftersom det lättare ruttnar. Hygienproblemet löstes med cellofanplast, en innovation som slog igenom på 1950-talet. Långväga transporter av färska varor underlättades vilket gjordes att säsongsförändringarna suddades ut. Grönsakshyllan hade varit begränsad och tydligt säsongsanpassad, men kunde tack vare cellofanplasten ha ett varierat utbut året om. Samtidigt började djupfrysta varor säljas i standardiserade engångsförpackningar. Det påverkade distributionen eftersom arkitekturen i butikerna behövde anpassas så att kyl och frysdiskar kunde få plats samt att den tekniska utrustningen behövde uppgraderas för att kunna underhålla diskarna. Djupfrysningen krävde också att varorna höll 25 minusgrader hela distributionskedjan, från paketering till lager och butiker. I slutet av 1950-talet hade Ica fem speciella frysvagnar som stod för transporterna i Stockholmsområdet.

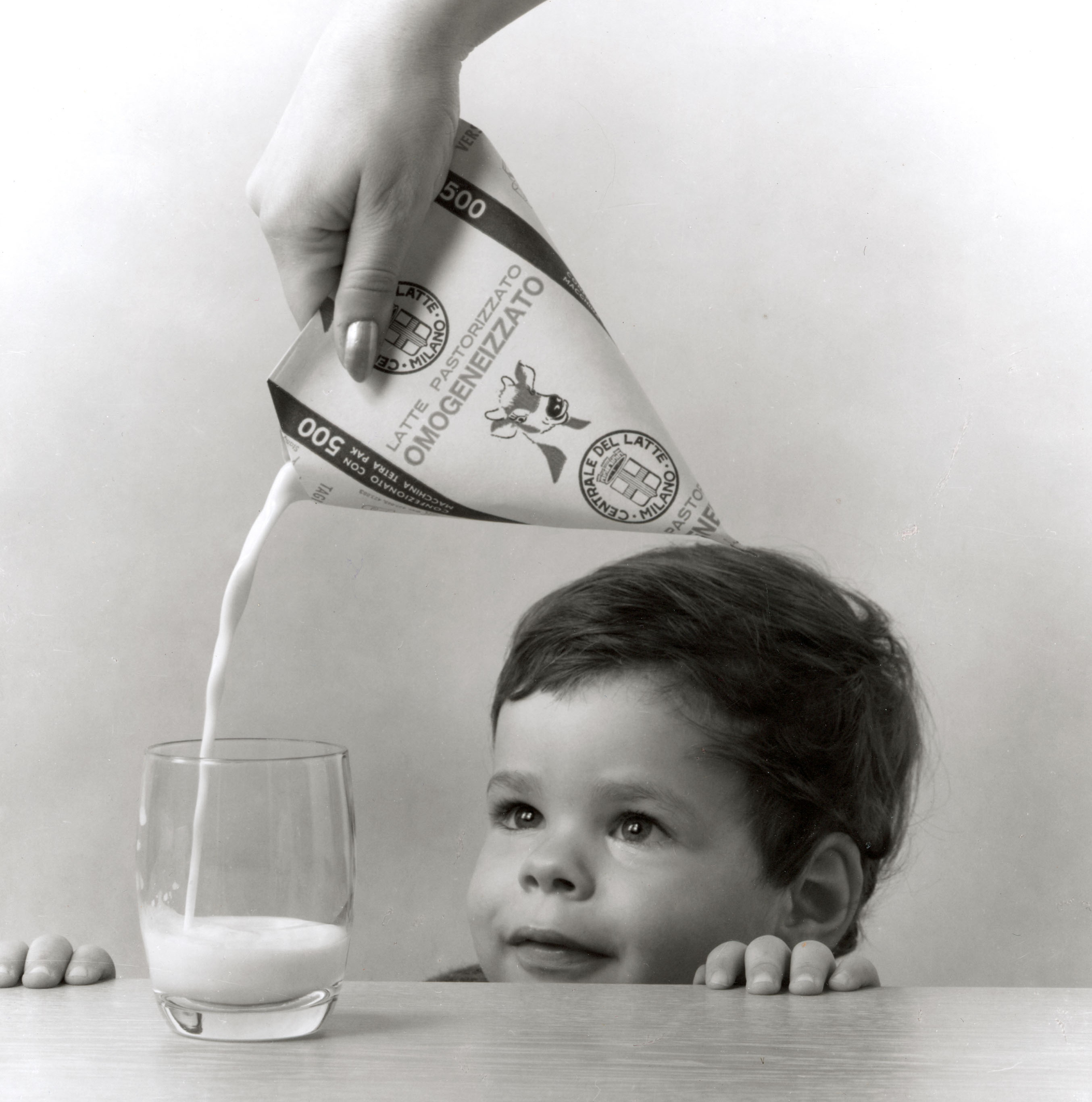
Mjölk i Tetra Pak, 1960-tal

Mjölk och andra mejeriprodukter var svåra att paketera. Mjölk på returflaska dominerade marknaden där varje mjölkbutik hade sina egna flaskor och pantsystem. I USA hade man börjat experimentera med vaxad papp redan på 1930-talet. Problemet låg i hur man skulle försluta förpackningen, vilket kan vara anledningen till att inget svenskt mejeri anammade nymodigheten. 1953 lanserades Tetra Pak som producerade tetrahederformade förpackningar i laminerat papp. Dessa engångsförpackningar konkurrerade ut det gamla systemet med returflaskor. Kartongförpackningarna var helt anpassade till den moderna mejerivaruhandeln med självbetjäning och kyldiskar. Mjölken kunde nu ställas ut i butiken med de andra varorna och kunden kunde plocka varan själv. Mjölkkartongerna blev nu lätta, stöttåliga och gick dessutom att pressa ihop.

## Förändringar för personalen
Även personalens arbetsuppgifter ändrades i grunden. Tidigare plockade personalen fram varor på kundens begäran, istället blev uppgiften att lägga fram nya varor, skylta, fronta, exponera och ta betalt vid de nykonstruerade kassadiskarna. Självbetjäningen medförde att expediter blev kassörskor. Arbetet som expedit eller biträde var mer varierat och gav större möjlighet att lära känna kunderna. Många butiksanställda som gjort omställningen till självbetjäning vittnade däremot om bättre möjlighet för personlig service. Ett annat problem som uppstod var att kassan blev flaskhalsen i kundflödet. En förutsättning var att kassörskorna kunde priserna utantill och inte behövde kolla på siffrorna. För att bli snabba på handen skickades kassörskorna på utbildningar.
Med det nya systemet i butikerna kom kunden ur fokus. Den produktkännedom som biträden tidigare hade fört över till kunderna, fick de nu söka själva. Det blev viktigare med konsumentupplysning och konsumenterna blev också en viktig målgrupp för informativa publikationer. Samtalet mellan kund och biträde blev mindre viktigt som försäljningsinstrument, istället var tanken att varorna skulle sälja sig själva med hjälp av reklam. Att personal inte längre fungerade som länk mellan varan och kunden gjorde att säljsituationen blev mindre känslig. Frågan om varans pris hade tidigare varit mycket känslig, ett biträde fick enligt normen inte fråga hur mycket en vara fick kosta. Istället hade man system för att presentera varor i olika prisklasser. Om kunden exempelvis frågade om kaffekoppar skulle biträdet ställa fram två sorters koppar i en prisklass, sedan två dyrare sorter för att sedan visa två billigare sorter. Under den tiden hoppades man att kunden själv skulle fråga om priset. Om en kund frågade om exempelvis en tesort fick biträdet inte föreslå den billigaste sorten, eftersom det ansågs vara genant. Denna sedvänja försvann i och med självbetjäningen.